# Andréi Kolegáyev
Andréi Lukich Kolegáyev (en ruso: Андрей Лукич Колегаев, Surgut, 22 de marzo de 1887-Moscú, 23 de marzo de 1937) fue un político ruso del Partido Socialrevolucionario de Izquierda (PSRI), comisario del pueblo de Agricultura del Sovnarkom durante los meses de coalición entre el PSRI y los bolcheviques a comienzos de 1918.

## Orígenes, carrera política y periodo interrevolucionario
Nacido en Surgut, en la gubernia de Tobolsk, se afilió al Partido Social-Revolucionario (PSR) en 1906. Al año siguiente, se le expulsó de la Universidad de Járkov. Detenido en cuatro ocasiones, pasó siete años en el exilio.
Agrimensor de formación, en el periodo interrevolucionario de 1917 trabajó como asesor de una empresa de ferrocarriles. En la primavera, desempeñó un importante papel en el sóviet provincial de Kazán, que en mayo decretó la confiscación inmediata de las fincas de los latifundistas, a pesar de las protestas del comité central del PSR.
Fue el encargado de presentar ante el Congreso de los Sóviets de campesinos celebrado a finales de año la posición del PSRI ante la Asamblea Constituyente Rusa, que consistía en tolerarla mientras no se opusiese al Gobierno soviético y a las medidas que había aprobado desde la Revolución de Octubre.

## Comisario de Agricultura y afiliación al Partido Bolchevique
El 18 de noviembrejul./ 1 de diciembre de 1917greg. fue nombrado Comisario del Pueblo de Agricultura del nuevo Gobierno (Sovnarkom) de coalición entre bolcheviques y socialrevolucionarios de izquierda. Fue uno de los principales autores de la "Ley Fundamental de la Socialización de la Tierra", aprobada en el III Congreso de los Soviets, aunque no pudo impedir que los bolcheviques enmendasen secciones clave de la ley antes de su ratificación en el Comité Ejecutivo Central Panruso (VTsIK) surgido del Congreso el 27 de enerojul./ 9 de febrero de 1918greg..
Al igual que una minoría de los dirigentes del partido, se mostró favorable a la firma del Tratado de Brest-Litovsk. A pesar de ello, la formación lo envió a la región del Volga para organizar partidas campesinas contra los alemanes en caso de invasión. Antes de regresar a la capital para asistir al Segundo congreso del partido, pasó un mes como presidente del sóviet provincial de Kazán, dedicando su actividad a la reforma agraria en la región. A pesar de su dimisión como Comisario del Pueblo obligada por el partido, siguió perteneciendo al Comisariado de Agricultura y, a comienzos de abril, se lo nombró para presidir tres de sus departamentos. Su actividad en la provincia le impidió participar tanto en las actividades del comisariado en la capital como en las sesiones del VTsIK, del que era también miembro.
Durante el Segundo congreso del PSRI presentó una moción contraria a desatar una guerra con Alemania y a favor del reingreso en el Gobierno, que resultó derrotada por una moción rival de los moderados que condenaba el Tratado de paz y confirmaba la retirada del Sovnarkom y que presentó el antiguo Comisario del pueblo de Justicia, Isaac Steinberg. A pesar de ello, fue elegido miembro del comité central del partido en las votaciones del congreso. Lo abandonó, empero, en el siguiente congreso de finales de junio. Delegado del V Congreso de los Sóviets de julio, fue uno de los arrestados por los bolcheviques la noche del 6 de julio, durante el alzamiento socialrevolucionario. Liberado al día siguiente por su oposición a las acciones del comité central del partido, esa misma noche se reunió con Lenin para rechazar lo sucedido. Elegido miembro de la oficina central del PSRI, sustituto temporal del comité central que había pasado a la clandestinidad, abandonó el partido a finales del verano, tras producirse un levantamiento antigubernamental en Oriol. A finales de septiembre, fundó junto con otros antiguos dirigentes radicales como Mark Natansón o Anastasiya Bitsenko el Partido del Comunismo Revolucionario (Party of Revolutionary Communism). En el otoño, visitó en diversas ocasiones a Mariya Spiridónova durante su encarcelamiento en el Kremlin de Moscú, tratando inútilmente de que ingresase en la nueva organización política.
Se afilió al Partido Bolchevique tras el fracaso del alzamiento de julio, en noviembre de 1918, aunque el resto del Partido del Comunismo Revolucionario no lo hizo hasta septiembre de 1920.
Fue detenido en 1935 y fusilado en 1937.